# Bo Risberg (politiker)
Bo Hjalmar Risberg, född den 26 augusti 1912 i Göteborg, död där den 15 april 2009, var en svensk politiker och företagsledare.
Risberg avlade examen vid Göteborgs handelsinstitut 1930 och vid Göteborgs tekniska institut 1931. Efter studier vid City of London College och vid Kungliga Sjökrigsskolan blev han löjtnant i Kustartilleriets reserv 1942. Risberg blev disponent och verkställande direktör i Göteborgs kapsylfabrik 1938 samt därjämte i Skåne-emballage med säte i Staffanstorp 1949 och i Göta-emballage med säte i Lerum 1961. Han var ledamot av riksdagens första kammare 1964–1966 som representant för Högerpartiet. Risberg var även kommunalman i Kållereds landskommun. Han vilar på Östra kyrkogården i Göteborg.